# Saint-Étienne-la-Geneste
Saint-Étienne-la-Geneste este o comună în departamentul Corrèze din centrul Franței. În 2009 avea o populație de 85 de locuitori.

## Evoluția populației
| An        | 1975 | 1982 | 1990 | 1999 | 2006 | 2009 |
| --------- | ---- | ---- | ---- | ---- | ---- | ---- |
| Populație | 58   | 55   | 62   | 61   | 70   | 85   |